# Jean Rousseau Bernardin
Jean Rousseau (Parque Chacabuco, Ciudad Autónoma de Buenos Aires, Argentina, 18 de abril de 1997) es un futbolista argentino. Juega de delantero y actualmente se encuentra sin club.

## Biografía
Nacido en Parque Chacabuco en 1997, Jean Rousseau es un futbolista argentino que, luego de un paso por Italia, debutó en Colegiales el 17 de agosto de 2019 contra Almirante Brown a los 72" del encuentro. Su primer gol en Colegiales fue el encuentro siguiente contra Comunicaciones, anotando un gol de taco con su pierna inhabil en los últimos minutos del encuentro consiguiendo el empate del equipo de Munro. El partido siguiente, contra Sacachispas, se lució con dos goles.
A principios del 2020 firmó para Sacachispas donde debutó contra UAI Urquiza en enero del mismo año ingresando desde el banco. En su primer partido como titular, contra Almirante Brown, en La Matanza, anotó su primer gol para el conjunto de Villa Soldati.

## Clubes
| Club        | País      | Año         |
| ----------- | --------- | ----------- |
| Roncella    | Italia    | 2016        |
| Colegiales  | Argentina | 2018 - 2019 |
| Sacachispas | Argentina | 2019 - 2021 |
| Berazategui | Argentina | 2021        |

## Palmarés

### Campeonatos nacionales
| Título          | Club        | País      | Año  |
| --------------- | ----------- | --------- | ---- |
| Torneo Clausura | Berazategui | Argentina | 2021 |